# الغيل (همدان)

تعديل مصدري - تعديل

الغيل هي إحدى قرى عزلة بني مكرم بمديرية همدان التابعة لمحافظة صنعاء، بلغ تعداد سكانها 3208 نسمة حسب تعداد اليمن لعام 2004.